# Holešice (severní tvrz)
Holešice – severní tvrz jsou zaniklá tvrz asi jeden kilometr severozápadně od vsi Chrást v okrese Písek. Písemně je však doložena ve druhé polovině čtrnáctého století, konkrétně v roce 1365. Nachází se na pravém břehu Vltavy, asi 200 metrů od Orlické přehradní nádrže v nadmořské výšce asi 390 metrů. Její zbytky jsou od roku 1958 chráněny jako kulturní památka České republiky.
Tvrziště je porostlé lesem a nachází se v těsné blízkosti dvora Holešice. Z opevnění se dochovaly valy, které obklopují malý uměle navršený pahorek s drobným fragmentem zdiva původního paláce nebo věže.